# Supsekh
Supsekh - Супсех (rus) és un possiólok del krai de Krasnodar, a Rússia. Es troba a la vora nord-oriental de la mar Negra. És a 4 km al sud-est d'Anapa i a 128 km a l'oest de Krasnodar.
Pertanyen a aquest possiólok els pobles de Sukkó, Varvàrovka i Bolxoi Utrix, i els possiolki de Mali Utrix i Prostorni.